# Alfonso Pardo y Manuel de Villena
Alfonso Pardo y Manuel de Villena (Madrid, 18 de febrer de 1876 - 8 de gener de 1955) fou un polític i aristòcrata espanyol, XIV marquès de Rafal i comte de Vía Manuel, marquès de Villa Alegre de Castilla i membre de la Diputació Permanent de la Grandesa d'Espanya des de 1899. El seu padrí de bateig fou el rei Alfons XII d'Espanya

## Biografia
Estudià batxillerat a Oriola i el 1896 es llicencià en dret a la Universitat de Madrid. Fou el director del diari El Eco de Orihuela i cap del Partit Conservador a Oriola, amb el qual fou elegit diputat a les eleccions generals espanyoles de 1907, però a les de 1910 i 1914 fou derrotat per Manuel Ruiz Valarino. El 1914 es retirà de la política, però el 1916-1917 fou senador per dret propi, i l'octubre 1927 fou nomenat representant de l'Estat a les Corts espanyoles per Miguel Primo de Rivera. Fou nomenat delegat reial a la Confederació Hidrogràfica del Segura, tresorer de la Reial Acadèmia de la Llengua Espanyola i membre de la Reial Acadèmia de la Història.

## Obres
- El Marqués de Rafal y el levantamiento de Orihuela en la Guerra de Sucesión (1910)